# Коросозеро
Коросозеро — озеро на территории Сумпосадского сельского поселения Беломорского района Республики Карелии.

## Общие сведения
Площадь озера — 13,2 км², площадь водосборного бассейна — 239 км². Располагается на высоте 109,4 метров над уровнем моря.
Форма озера лопастная, продолговатая: вытянуто с севера на юг. Берега изрезанные, каменисто-песчаные.
Через озеро протекает река Нела, которая, протекая выше через Нелозеро, впадает в Пулозеро. Через Пулозеро протекает река Сума, впадающая в Онежскую губу Белого моря (Поморский берег).
В озере не менее десятка островов различной площади. Некоторые из них имеют названия: Койкин, Сенная Луда, Яма, Седун, Ломоносов, Пахотный.
На южном берегу озера ранее находилась ныне заброшенная старинная деревня Коросо́зеро, через которую ранее проходила Осударева дорога и через которую в настоящее время (2020 год) проходит просёлочная дорога. В 1926 году в этой деревне была часовня и 29 дворов. Деревня относилась к Койкиницкому сельсовету.
Код объекта в государственном водном реестре — 02020001411102000008967.